# فردریک کاوندیش پونسونبی
فردریک کاوندیش پونسونبی (انگلیسی: Frederick Cavendish Ponsonby; ۶ july ۱۷۸۳ – ۱۱ ژانویه ۱۸۳۷ (۵۳ ساله)) فرد نظامی اهل پادشاهی متحد بریتانیای کبیر و ایرلند بود. وی همچنین برندهٔ جوایزی همچون نشان حمام شده‌است.